# آفریکا پرات
آفریکا پرات (اسپانیایی: África Pratt‎؛ زادهٔ ۱۸ سپتامبر ۱۹۴۶) بازیگر اهل اسپانیا است.
از فیلم‌ها یا برنامه‌های تلویزیونی که وی در آن نقش داشته‌است، می‌توان به خاور باختر، لطفاً مراقب آملیا باش، ارماناس و امکانش هست؟ اشاره کرد.